# Stefan Georgiev (basket-ball)
Pour les articles homonymes, voir Stefan Georgiev.
Stefan Georgiev (en bulgare : Стефан Георгиев), né le 20 mars 1978, à Sofia, en Bulgarie, est un joueur bulgare de basket-ball. Il évolue au poste de pivot.

## Palmarès
- Ligue internationale de basket-ball des Balkans 2010
- Champion de Bulgarie 2000, 2003
- Coupe de Bulgarie 2002, 2003, 2005, 2008, 2010